# Óriásguvatfürj
Az óriásguvatfürj (Turnix ocellatus) a madarak osztályának lilealakúak (Charadriiformes) rendjébe, ezen belül a guvatfürjfélék (Turnicidae) családjába tartozó faj.

## Rendszerezése
A fajt Giovanni Antonio Scopoli francia ornitológus és botanikus írta le 1786-ban, az Oriolus nembe Oriolus ocellatus néven. Szerepelt Turnix ocellata néven is.

## Alfajai
- Turnix ocellatus benguetensis (Parkes, 1968) - Luzon északi része
- Turnix ocellatus ocellatus (Scopoli, 1786) - Luzon középső és déli része és Negros [2]

## Előfordulása
A Fülöp-szigetek területén honos. Természetes élőhelyei a szubtrópusi és trópusi száraz gyepek, valamint szántóföldek. Állandó, nem vonuló faj.

## Megjelenése
Testhossza 18 centiméter.

## Természetvédelmi helyzete
Az elterjedési területe korlátozott, egyedszáma pedig ismeretlen. A Természetvédelmi Világszövetség Vörös listáján nem fenyegetett fajként szerepel.